# John F. Murray
John Frederic Murray (* 8. Juni 1927 in Mineola, New York; † 24. März 2020 in Paris) war ein US-amerikanischer Arzt, der auf Lungenerkrankungen spezialisiert war. Er war eine wichtige Figur im internationalen Kampf gegen die Tuberkulose. Auf ihn geht die erweiterte internationale Definition des akuten Lungenversagens (Acute Respiratory Distress Syndrome, ARDS) zurück. Er entwickelte ein Testverfahren, um bei Lungenerkrankungen bestimmen zu können, ob herkömmliche künstliche Beatmung ausreicht.

## Leben
John F. Murray wurde 1927 als Sohn des Hürdenläufers und Zeichentrickzeichners Frederick „Feg“ Murray und seiner Frau Dorothy Murray, geb. Hanna, in Mineola auf Long Island geboren. Die Familie zog bald nach Los Angeles, wo Murray aufwuchs und die Schule besuchte. Nach dem Wehrdienst studierte er Medizin an der Stanford University. Dort erhielt er 1949 einen Bachelor of Arts und schloss 1953 sein Studium an der Medical School der Universität ab. Der praktische Teil seiner Ausbildung erfolgte in Los Angeles und an der University of San Francisco. Den größten Teil seiner medizinischen Karriere verbrachte John F. Murray am San Francisco General Hospital, wo er 1966 bis 1989 die Abteilung für Atemwegserkrankungen leitete und die erste Intensivstation einrichtete. Als in den 1980ern im San Francisco General die ersten Fälle von AIDS auftraten, untersuchte er die Auswirkungen von HIV-Erkrankungen auf die Lungen und warnte, dass HIV zu einer Zunahme von Tuberkulosefällen führen könne. 1994 beendete er seine Tätigkeit dort im Krankenhaus.
Er war Generalsekretär der International Union Against Tuberculosis and Lung Disease mit Sitz in Paris und war unter anderem Professor an der University of San Francisco.
Nach seinem Ruhestand pendelten er und seine Frau zwischen Paris und San Francisco.
Am 24. März 2020 erlag John Frederick Murray Komplikationen nach einer SARS-CoV-2-Infektion, die zu einem Lungenversagen führten. Er starb im Alter von 92 Jahren in Paris.

## Familie
Murray war in erster Ehe von 1949 bis 1967 mit Sarah Sherman verheiratet. Danach heiratete Murray 1969 die Roman- und Drehbuchautorin Diane Johnson. Aus der ersten Ehe gingen drei Kinder hervor. Seine zweite Ehefrau brachte vier Stiefkinder in die Ehe. Zum Zeitpunkt seines Todes war er mehrfacher Großvater.

## Veröffentlichungen (Auswahl)
- mit Jay A. Nadel: Textbook of Respiratory Medicine, 2 Bände, 1988
- Intensive Care: A Doctor’s Journal, 2000
- How Aging Works: What Science Can Do About It, 2015